# Visible World
Visible World é um álbum do saxofonista norueguês Jan Garbarek, gravado em 1995 e lançado em 1996 pelo selo ECM.

## Lista de faixas
1. "Red Wind" - 3:52
2. "The Creek" - 4:30
3. "The Survivor" - 4:46
4. "The Healing Smoke" - 7:13
5. "Visible World (Chiaro)" - 4:07
6. "Desolate Mountains I" - 6:46
7. "Desolate Mountains II" - 6:02
8. "Visible World (Scuro)" - 4:32
9. "Giulietta" - 3:45
10. "Desolate Mountains III" - 1:28
11. "Pygmy Lullaby" - 6:12
12. "The Quest" - 2:58
13. "The Arrow" - 4:21
14. "The Scythe" - 1:48
15. "Evening Land" - 12:29

## Ficha técnica
- Jan Garbarek - saxofone soprano, saxofone tenor, teclados, percussão
- Rainer Brüninghaus - piano, sintetizador (faixas 3, 4, 5, 7, 10-12)
- Eberhard Weber - baixo (faixas 2, 3, 7, 8, 11 e 12)
- Manu Katché - bateria (faixas 2, 3, 11 e 13)
- Marilyn Mazur - bateria (faixas 6, 7 e 9), percussão (1, 4, 5, 8, 9, 11-13 e 15)
- Trilok Gurtu - tabla (faixa 13)
- Mari Boine - vocal (faixa 14)